# Lasioglossum pertasmaniae
Lasioglossum pertasmaniae is een vliesvleugelig insect uit de familie Halictidae. De wetenschappelijke naam van de soort is voor het eerst geldig gepubliceerd in 1953 door Rayment.